# Île Rousski
L’île Rousski (en russe : Русский остров, Rousski Ostrov, littéralement « île russe ») est une île de Russie, en mer du Japon. Elle se situe dans l'archipel de l'impératrice Eugénie, dans le golfe de Pierre-le-Grand et en face de la ville de Vladivostok.
Depuis juillet 2012, l'île, par l'intermédiaire de la péninsule Sapiorny, est reliée à Vladivostok par un pont à haubans de 3 100 mètres de longueur, le pont de l'île Rousski.

## Géographie

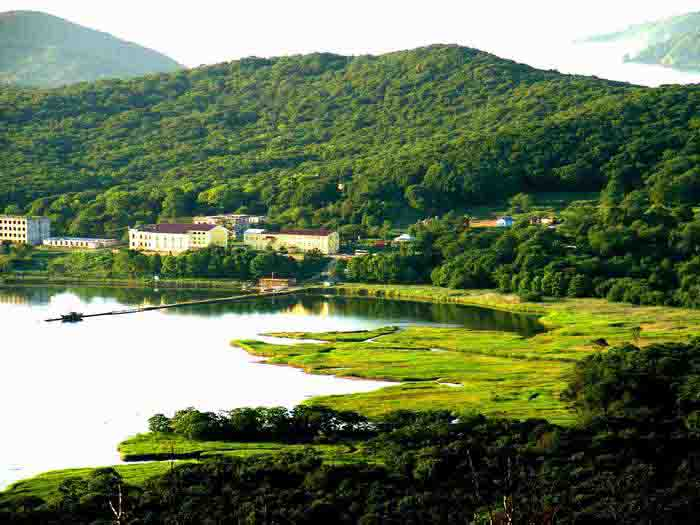
Paysage de l'île Rousski

L'île Rousski est séparée de la péninsule de Mouraviov-Amourski par le Bosphore oriental, un détroit long de 9 kilomètres et dont la largeur minimale est de 800 mètres. L'île a une longueur d'environ 18 kilomètres et une largeur de 13 kilomètres, elle est presque partagée en deux par une profonde baie, la baie Novik, laquelle est bordée à l'est par la péninsule Sapiorny qui est rattachée au reste de l'île que par une bande de terre d'environ 1,4 kilomètre. Outre la baie Novik, les côtes de l'île sont découpées de nombres autres baies et anses comme la baie Ajax, la baie Paris, la baie Ostrovnaïa, la baie Novy Dzhigit, la baie Voïevoda ou la baie Rynda.
Elle compte 47 collines, dont les plus élevées sont : Rousskitch (291 mètres), Glavnaïa (279 mètres) et Tsentralnaïa (255 mètres), situées dans la partie centrale de l'île.
L'île Rousski est couverte de forêts de feuillus.

## Histoire
En 1889, l'île Rousski entre dans le système de défense de la forteresse de Vladivostok. Les premières structures temporaires en bois sont progressivement remplacées par des constructions en pierre comme le Fort de Pospelov, bâti suivant les plans du colonel K. I. Velitchko.
En 1992, quatre soldats en poste dans l'île, isolés de la garnison, meurent de faim et des dizaines d'autres sont hospitalisés, souffrant de grave sous-alimentation. Leurs commandants ne leur avaient rien envoyé à manger pendant plusieurs mois. Cette affaire devient un scandale à l'échelle nationale. 
En 2003 y est créé le festival de cinéma Pacific Meridian, compétition de films réalisés en Asie, Océanie, Amérique, ainsi qu'en Russie européenne.

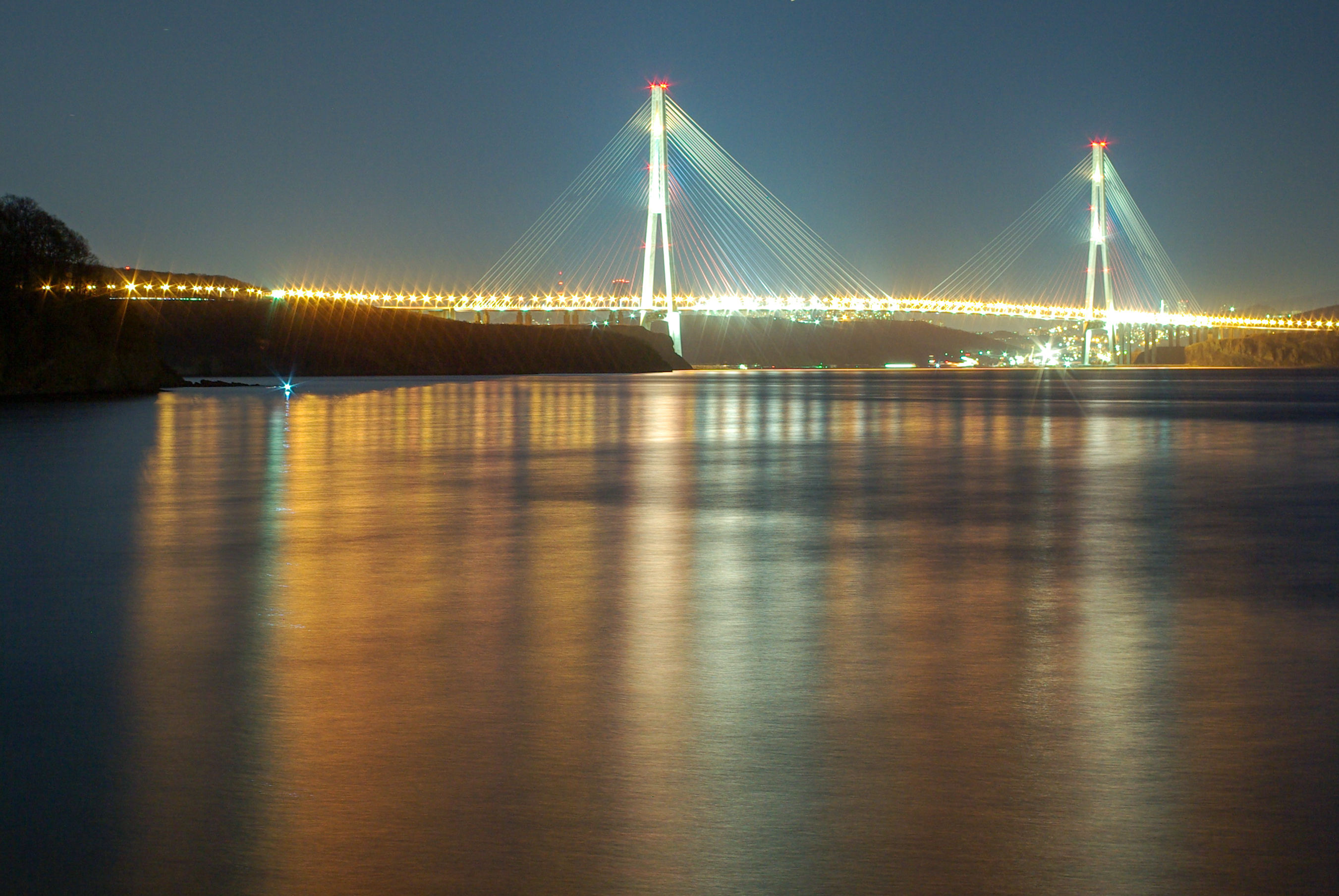
Vue nocturne du pont de l'île Rousski.

En 2007, le président Vladimir Poutine annonce d'importants projets visant à transformer l'île Roussky en un vaste centre touristique. Le développement de cette région sous peuplée de la Fédération russe apparaît, aux yeux des dirigeants russes, comme une nécessité face à la montée de la puissance chinoise dans la région. Le 3 septembre 2008, le nouveau président Dmitri Medvedev signe un décret sur la construction d'un pont à haubans entre l'île et le cap Nazimov, extrémité de la péninsule de Mouraviov-Amourski. D'autres projets sont annoncés — centre d'affaires international, réseau d'hôtels, infrastructure routière — en vue de l'organisation du sommet de l'APEC, qui se tient sur l'île en septembre 2012.
L'État russe investit également massivement dans la modernisation et l'agrandissement de l'Université de Vladivostok ou université fédérale d'Extrême-Orient qui comprend de nouvelles infrastructures très étendues et neuves sur cette île, celles-ci étant en premier lieu utilisées pour accueillir les délégations du sommet de l'APEC.

## Île adjacentes
L'île Rousski est entourée par plusieurs îles plus petites :
- au nord, à l'extrémité de la péninsule Sapiorny : île Sainte-Hélène ;
- au sud-ouest : île Popova, île Reïneke, île Ricord et plusieurs îlots ;
- archipel de l'impératrice Eugénie : un groupe de petites îles et d'îlots qui s'étend vers le sud sur une quarantaine de kilomètres.